# Benedikte Hansen
Pour les articles homonymes, voir Hansen.
Benedikte Hansen, née le 24 septembre 1958 à Copenhague, est une comédienne danoise. Elle est devenue populaire en interprétant le rôle de Hanne Holm dans la célèbre série danoise Borgen, une femme au pouvoir. Elle est, en premier lieu, une comédienne de théâtre.

## Biographie
Formation
Benedikte Hansen est diplômée de l'École nationale de théâtre en 1981 (Statens Teaterskole) et a, depuis, interprété des rôles au nouveau théâtre de Gladsaxe, au théâtre de Hvidovre, au Théâtre royal danois et au théâtre du quartier de Copenhague Nørrebro.

### Vie privée
Elle est mariée à Michael Christiansen, directeur depuis 1992 du Théâtre royal danois.

## Théâtre
- Le deuil sied à Électre (1991)
- Nuit de Schumann (1993)
- Le Marchand de Venise (1993)
- Kjartan et Gudrun (1993-96)
- Le Sud (1994)
- Richard III (1994)
- La vie est un songe (1994)
- Angels in America (I et II) (1995)
- La 25e Époque (1996)
- Trois Grandes Femmes (1996), mis en scène par Sam Besekow et Kasper Holten (Det Kongelige Teater)
- L'Horreur de la nuit (1997)
- Cloudburst (1997)
- Spiritueux (1997)
- Femmes phéniciennes (1998)
- Don Carlos (1999)
- L'Épouse de M. Bengt (2000)
- Egelykke (2000)
- Un moineau dans la main vaut mieux qu'une grue qui vole (2000)
- Antoine et Cléopâtre (2001)
- Les Mains sales (2001)
- Extension de la zone de combat (2002)
- Détails (2002)
- Kasimir et Karoline (2003)
- Escape (2004)
- Le Songe d'une nuit d'été (2004)
- Madness (2004)
- San Diego (2005)
- Oiseau ornemental (2005)
- Le Petit Eyolf (2006)
- Midway (2006)
- Sauterelles (2007)
- Les Thermopyles (2007)
- Hamlet (2008)
- Le Baladin du monde occidental (2008)
- Bogtyven (2009)
- Rouge et Vert (2010)
- Fanny et Alexandre (2011)

## Filmographie
Cinéma
- 1985 : Walter et Carlo (Walter og Carlo) : Inge
- 1988 : Baby Doll
- 1995 : La Bête humaine (Menneskedyret) : Gudmor
- 1996 : Les Filles Girly (Tøsepiger)
- 2001 : En kort en lang
- 2004 : Crimes (Forbrydelser)

Séries télévisées
- 1992 : Gøngehøvdingen : Ane Marie
- Brasseur
- Unit One
- 2008 : Album : Mona Wallin
- 2009 : The Killing : Birgitte Agger
- 2010-2013 : Borgen, une femme au pouvoir : Hanne Holm